# Pelión

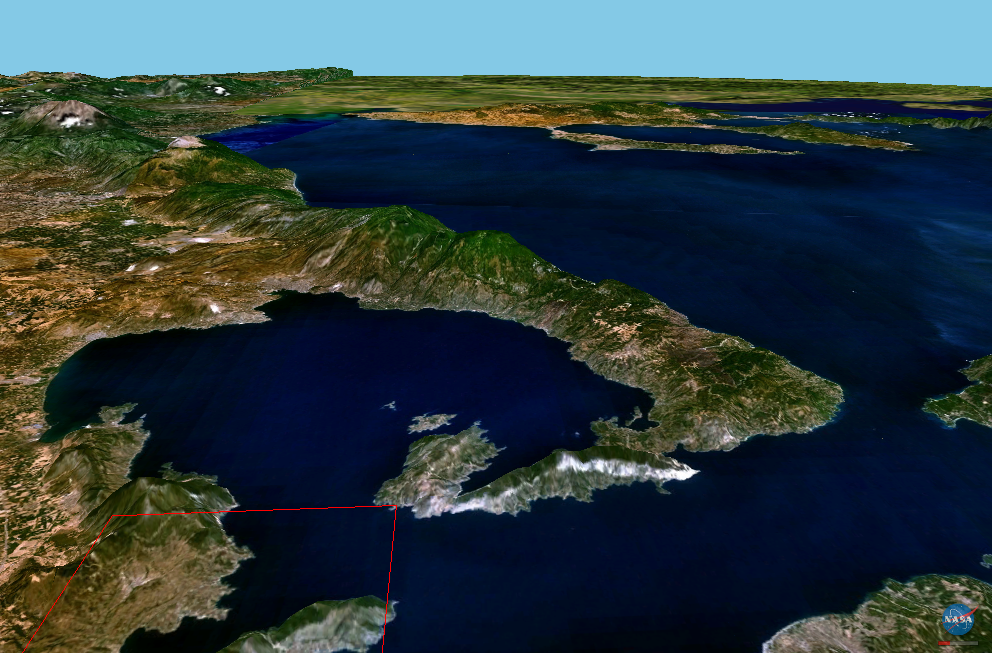
Vista satelital de la península de Pilio y su macizo montañoso.

Principales montes de la Antigua Grecia.

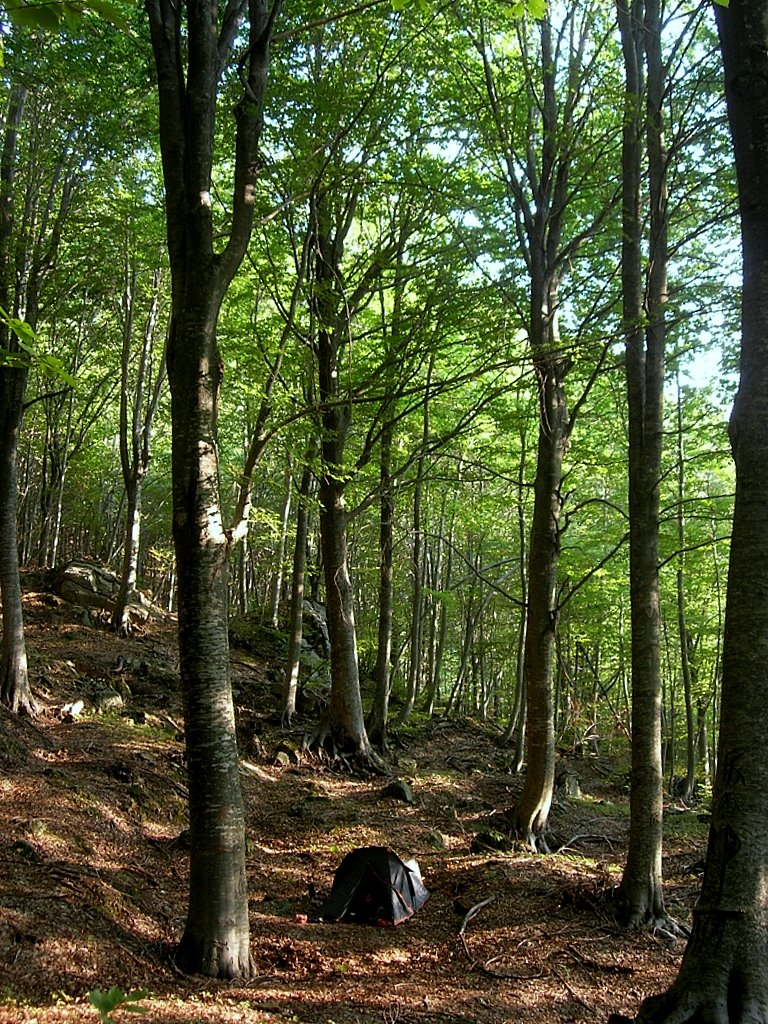
Hayas de Pilio (Grecia), el hayedo más austral de Europa.

Pelión o Pilio (en griego antiguo: Πήλιον, Pélion; en griego moderno: Πήλιο, Pílio) es el monte de Tesalia (Grecia) que se eleva entre el mar Egeo y el golfo de Volos (antiguamente golfo de Págasas), formando una península que en la antigüedad se llamaba Magnesia. En la actualidad es parte de la prefectura de Magnesia, en el centro de Grecia.

## Mitología griega
Forma parte de diversos eventos en la mitología griega:
- Los alóadas, en su tentativa de subir al cielo para destronar a los dioses, colocaron el monte Osa sobre el Olimpo y luego el Pelión sobre el Osa.[1]

- Fue morada de los centauros, especialmente del sabio centauro Quirón quien habitaba una cueva en una de sus laderas y educó allí a Jasón, a Aquiles, y a otros héroes.

- De sus bosques salió la madera para la construcción del navío Argo, con el que los argonautas navegaron hasta la Cólquida en busca del vellocino de oro.